# Brazil (film, 1944)
Pour les articles homonymes, voir Brazil.
Pour plus de détails, voir Fiche technique et Distribution.
Brazil est un film américain réalisé par Joseph Santley, sorti en 1944.

## Fiche technique
- Titre : Brazil
- Réalisation : Joseph Santley, assisté de R. G. Springsteen (non crédité)
- Scénario : Richard English, Frank Gill Jr. et Laura Kerr
- Photographie : Jack A. Marta
- Musique : Walter Scharf
- Chanson originale : Ary Barroso
- Pays d'origine :  États-Unis
- Format : Noir et blanc - 1,37:1 - Mono
- Genre : Comédie romantique et film musical
- Date de sortie : 1944

## Distribution
- Tito Guízar : Miguel Soares
- Virginia Bruce : Nicky Henderson
- Edward Everett Horton : Everett St. John Everett
- Robert Livingston : Rod Walker
- Fortunio Bonanova : Senor Renaldo Da Silva
- Richard Lane : Edward Graham
- Frank Puglia : Señor Machado
- Aurora Miranda : Bailarina
- Roy Rogers : Lui-même
- Trigger : Trigger, le cheval de Roy Rogers